# Oisu
Oisu är en ort i Estland. Den ligger i Türi kommun och landskapet Järvamaa, i den centrala delen av landet, 90 km sydost om huvudstaden Tallinn. Oisu ligger 66 meter över havet och antalet invånare är 418.
Terrängen runt Oisu är mycket platt. Runt Oisu är det mycket glesbefolkat, med 6 invånare per kvadratkilometer. Närmaste större samhälle är Türi, 9,8 km nordväst om Oisu. I omgivningarna runt Oisu växer i huvudsak blandskog.